# Pardosa vinsoni
Pardosa vinsoni là một loài nhện trong họ Lycosidae.
Loài này thuộc chi Pardosa. Pardosa vinsoni được Carl Friedrich Roewer miêu tả năm 1951.